# Laurel Cronin
Pour les articles homonymes, voir Cronin.
Laurel Cronin est une actrice américaine née le 10 octobre 1939 à Forest Park, dans l'Illinois, et décédée le 26 octobre 1992 à Chicago (États-Unis).

## Filmographie

### Cinéma
- 1991 : Hook ou la Revanche du capitaine Crochet : Liza
- 1992 : Beethoven : Devonia Pest
- 1992 : Fais comme chez toi ! (HouseSitter) : Mary
- 1992 : Une équipe hors du commun (A League of Their Own) : Maida Gillespie

### Télévision
- 1985 : Lady Blue (TV) : Edna
- 1986 : Crime Story (TV) : Lianna
- 1986 : Les Incorruptibles de Chicago (Crime Story) (série télévisée) : Lianna
- 1991 : Dillinger (TV) : Mrs. Sorber
- 1991 : Murphy Brown (série télévisée)
- 1992 : Brooklyn Bridge (série télévisée) : Rose
- 1992 : Ici bébé (Baby Talk) (série télévisée)
- 1992 : Julie (série télévisée) : Bernie